# Византийская философия

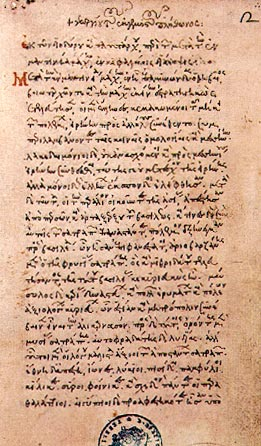
Рукописный греческий манускрипт Плифона начала XV века.

Византийская философия представляла собой преимущественно религиозную грекоязычную мысль Византии IV—XIV вв. Некоторое время (до закрытия Платоновской Академии Юстинианом в 529 году) сохранял своё влияние неоплатонизм (Прокл Диадох).
Начало византийской философии связывается с деятельностью каппадокийских мыслителей (Василий Великий, Григорий Назианзин, Григорий Нисский), которые сформулировали различие между сущностью и ипостасью. Именно они «закладывают фундамент византийской философии». Как отмечают исследователи (Удальцова, 1988), основным содержанием этих размышлений была антропологическая проблематика. Отныне человек определяется не через родовую сущность (как разумное существо), а через совершаемые поступки (как личность). Различие сущности и ипостаси способствовало адаптации античного наследия в христианской традиции в эпоху триадологических споров.
Аскетическая традиция (Евагрий Понтийский и Иоанн Лествичник) наследовали античные идеи стоицизма (идеал бесстрастия), однако само понятие страсти подвергалось более глубокой проработке. Так началом страстей были названы восемь «помыслов» (λογισμοὶ): чревоугодие, блуд, сребролюбие, печаль, гнев, уныние, тщеславие и гордость.
Евсевий Кесарийский разрабатывает провиденциалистскую концепцию линейной истории. Дионисий Ареопагит вносит иерархический принцип в понимание бытия. Византийская эстетика в лице Иоанна Дамаскина в немалой степени вдохновлялась полемикой с иконоборчеством и утверждала духовный характер подлинного искусства, в котором человек посредством иконы и символа оказывается сопричастным Богу.
В поздней Византии философская мысль расщепляется на рационалистическое (Михаил Пселл, Иоанн Итал) и мистическое (Симеон Новый Богослов, Григорий Палама) направление. Последнее направление получило название исихазм и было связано с учением о «нетварном свете», а также с различием сущности и энергии в Боге. Бог может быть совершенно трансцендентным миру, однако посредством своих действий или «энергий» (например, благодати) он может становится имманентным. Этика переосмысливалась в мистическом ключе как синергизм человека и Бога в деле обожения.
Впоследствии византийская философия оказала сильное влияние на русскую религиозную философию (см. неопатристический синтез).